# Eunoe kerguelensis
Eunoe kerguelensis är en ringmaskart som först beskrevs av McIntosh 1885.  Eunoe kerguelensis ingår i släktet Eunoe och familjen Polynoidae. Inga underarter finns listade i Catalogue of Life.